# Condado de Aosta

Escudo del Condado de Aosta.

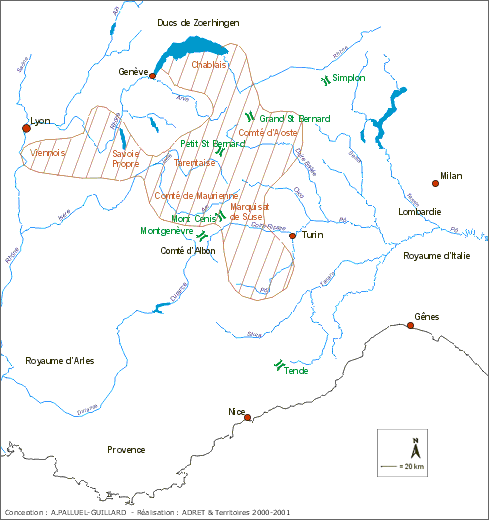
Saboya entre los siglos y.

El condado de Aosta (en francés: Comte d'Aosta) era un condado que existió de 1033 a 1302, bajo el gobierno de los Saboya y administrado por los vizcondes de Aosta, miembros de la familia Challant.

## Orígenes
El Reino de Arlés fue invadida por los sarracenos y se debilitó hasta el punto que se derrumbó a la muerte de Rodolfo III en 1032. La corona no pasó a un descendiente legítimo y los príncipes del reino no tuvieron más remedio que oponerse entre sí a otro.
El conde Umberto Biancamano, o Humbert, aprovechó el vacío de poder en Valle de Aosta, ganó el control de la región, se reafirma como "Conde de Aosta". El condado de Aosta está bajo la autoridad del conde Humbert, desde 1024 (Comitatus Augustensis). Su hijo Burcard, obispo de Aosta desde 1022 , le ayuda en la gestión de sus dominios. En 1032 un tal "Bavo" es "advocatus et vice comes" en una transacción entre el conde Humbert y un monasterio por un campo ubicado en Aosta.
En una carta de 1032, ahora conservada en los archivos de la colegiata de Saint-Ours, el Conde Humbert es designado bajo el título de Conde de Aosta. Los historiadores datan de este año (1032) la soberanía de los Humberto y la Casa de Saboya en el Valle de Aosta.
Una antigua tradición de la iglesia representada por Joseph-Auguste Duc y el Abad Henry o historiadores del siglo XIX Léon Menabrea o Georges de Manteyer, argumenta erróneamente que, como en las diócesis de Tarentaise desde Viena a Lausana y Sion, los obispos de Aosta habrían sido investidos con el "comitatus" por Rodolfo III el último soberano del reino de Borgoña. Se menciona a un Ubertus que sería el advocatus o un "teniente y vizconde" en Aosta, que se asocia a Conde Humbert.
El episodio de 923 atribuido la pseudo Obispo Anselmo I, donde fue nombrado "episcopus Augustensis Ecclesie et comes" es ahora considerado como una falsificación de mitad del siglo XI. El Conde Humbert activa en Valle de Aosta a partir 1024 a 1040, parece haber sido el marido de Ancilie, hermana del Obispo Anselmo (muerto en 1025)· y pone en práctica su autoridad en el Valle de Aosta con apoyo de su hijo Burcard de Aosta a principio en 1022 Coadjutor de su tío materno. Y luego él mismo obispo de Aosta hasta 1033. En cualquier caso Oger Moriset, obispo de Aosta en 1411 a 1433 retiró oficialmente este título un tanto usurpado a petición del duque Amadeo VIII de Saboya.

## Carta de franquicias
En la dieta de 1191 Tomás I de Saboya  concedió autonomía política a la ciudad de Aosta, capital de la región administrativa, mediante un documento legal, la llamada Charte des franchises, carta de franquicias. Posteriormente se amplió a toda la región. En el documento se recogían
los deberes y privilegios del Valle de Aosta y el precio a pagar por la protección.

## Guillermo de Holanda
Guillermo de Holanda, en las luchas por la sucesión de Federico II, ocupó el condado entre 1249 y 1250 mediante Eberhard de Nydow, con quien los Valdostanis se alinearon. Amedeo IV, regresó en 1251, se castigó a parte de los señores feudales, recompensó a los demás. En 1253, volvió a confirmar la carta de franquicias, al igual que Amedeo V, en 1296.

## Transformación en ducado
En 1302, los Saboya transformaron el condado de Aosta en ducado.

## Gobernadores del condado de Aosta
Los vizcondes de Aosta están en el origen de la casa de Challant, que gobernaron la región por cuenta de sus señores Humbertians, condes de Maurienne, entonces de Saboya, durante casi tres siglos, desde el siglo XI a 1295.
El primer vizconde mencionado sería un tal Bovo, llamado advocatus del Conde Humbert en una carta, o vicecomes en una carta de 1100. Podría ser Bosón. Probablemente también sea responsable de la Cancillería de Aosta desde 1091 hasta 1125. Su sucesor e hijo putativo Aymon I es el primero en ser llamado 'Vizcon de Aosta", en 1127.
Cuando, en 1295, el vizconde Ebal I cede sus heredades a la Casa de Saboya el vizcondado de Aosta, el poder de su familia es considerable. Además de dos Aosta citada función torres símbolo conocido Beatriz tour hoy bajo el nombre de "Torre de Bramafan" y Tourneuve la propia los Challant posen cinco castillos: Fénis, Cly, Châtillon, Villa y San Martin y los derechos en 13 parroquias: Saint-Marcel, Fénis, Pontey, Diémoz, Saint-Denis, Châtillon, Saint-Vincent, Torgnon, Antey, Challant, Brusson, Ayas, más una parte significativa del de Issime.
Listado de los vizconces de Aosta:
- Bosone I: considerado el progenitor de la familia, mencionado en un documento de 1100
- Aymon I: hijo de Bosone I
- Bosone II (? -1210): hijo de Aymon I, es el primero en usar el apelativo Challant después de haber sido investido con el Señorío de Challant
- Bosone III (? -1240): hijo de Bosone II, co-vizconde de Aosta con
  - Aymon II, co-vizconde de Aosta, cura de San Lorenzo di Chambave (antes de 1204)
- Gotofredo I: hijo de Bosone III, se convirtió en co-vizconde de Aosta cuando su padre murió junto con sus hermanos. En un documento fechado en 1242, el castillo de Fénis (Castrum Fenitii) se menciona entre sus activos. Fue ordenado abad de Saint-Maurice d'Agaune del feudo de Graines, que incluía Ayas, Brusson, parte de Gressoney y el castillo de Graines con
  - Aimone III: hijo de Bosone III, con
  - Bosone IV, hijo de Bosone III, recibió de los Savoys el feudo de Cly, dando vida a la sucursal de Challant-Cly
- Aimone III, sucedió como el único vizconde a su hermano Gotofredo I después de su muerte y la muerte de Bosone IV
- Ebal I (Ebalo Magno) (? -1323): hijo de Gotofredo I, recibió por matrimonio los feudos de Montjovet, Chenal y Saint-Vincent. Renunció al vizconde de Aosta, que regresó a la Saboya, a cambio de las tierras restantes del feudo de Montjovet.